# Europeana

Logo der Europeana

Europeana.eu ist eine virtuelle Bibliothek, die einer breiten Öffentlichkeit das wissenschaftliche und kulturelle Erbe Europas von der Vor- und Frühgeschichte bis in die Gegenwart in Form von Bild-, Text-, Ton- und Video-Dateien zugänglich machen soll. Als nationalen Aggregator, der Beiträge aus Deutschland liefert, beschloss die Bundesregierung am 2. Dezember 2009 die Deutsche Digitale Bibliothek (DDB) zu schaffen.

## Geschichte
Vorläuferprojekte von Europeana waren das 1997 begründete Webportal GABRIEL (GAteway and BRIdge to Europe’s National Libraries) und dessen Weiterentwicklung, das im März 2005 von der Konferenz der Europäischen Nationalbibliothekare gegründete und betriebene European digital library network (EDLnet) als Prototyp eines grenz- und fachgebietsüberschreitenden, nutzerzentrierten europäischen Internet-Dienstes.
Ausgangspunkt für Europeana war dann ein vom 28. April 2005 datierter gemeinsamer Brief des französischen Staatspräsidenten Jacques Chirac, des polnischen Staatspräsidenten Aleksander Kwaśniewski, des deutschen Bundeskanzlers Gerhard Schröder, des italienischen Ministerpräsidenten Silvio Berlusconi, des spanischen Ministerpräsidenten José Luis Rodríguez Zapatero und des ungarischen Ministerpräsidenten Ferenc Gyurcsány an den Präsidenten der Europäischen Kommission, José Manuel Barroso. In diesem Brief wurde der Aufbau einer virtuellen europäischen Bibliothek vorgeschlagen, die das kulturelle Erbe Europas in digitaler Form für jedermann zugänglich macht. Damit sollten zugleich in Europa bereits vorhandene entsprechende Initiativen zusammengeführt, Redundanz vermieden sowie das Wachstum der Informationsgesellschaft und der europäischen Medienindustrie gefördert werden.
Seit 2007 wurde Europeana durch das EContentplus Programm der Europäischen Kommission gefördert. Eine Beta-Version des Portals mit nach eigenen Angaben mehr als 4,5 Millionen digitaler Objekte aus über 1.000 teilnehmenden Institutionen ging am 20. November 2008 online. Wegen der unerwartet hohen Nachfrage mit mehr als 10 Millionen Seitenaufrufen pro Stunde kam es zu Problemen bei der Erreichbarkeit, so dass es eine Zeitlang gar nicht mehr möglich war, auf das Portal zuzugreifen. Erst nach einer Reihe technischer Upgrades ging die Seite mit einer vervielfachten Serverkapazität im Dezember 2008 wieder online. Zu diesem Zeitpunkt stellte Frankreich noch die Hälfte des Contents von Europeana.
Im Februar 2009 wurde Europeana Version 1.0 als Nachfolger von EDLnet gestartet. 2010 war das Zwischenziel der Erschließung von 10 Millionen digitaler Objekte bereits übertroffen. Der größte Beitrag zu Europeana kam zu diesem Zeitpunkt mit 18 % aller Objekte nach wie vor aus Frankreich, Deutschland hatte jedoch seinen Anteil zwischenzeitlich auf 17 % gesteigert. Der Rest verteilte sich auf die übrigen Mitglieder der Europäischen Union. Anfang 2011 wurden neue Funktionen in die Seite eingegliedert. Diese umfassen ein Übersetzungstool und die Möglichkeit, durch die automatische Weiterleitung zu Wikipedia oder anderen Services weitere Informationen zu erhalten.
Das Folgeprojekt Europeana Version 2.0 fand vom 1. Oktober 2011 bis 31. Mai 2014 statt.

## Funktion
Europeana ermöglicht den Zugang zu verschiedenen Inhaltstypen, die von den angeschlossenen europäischen Institutionen zur Verfügung gestellt werden. Die Entscheidung darüber, welche Objekte digitalisiert werden, liegt bei der Organisation, die das Material besitzt. Die Digitalisate sind auch nicht auf einem zentralen Computer gespeichert, sondern verbleiben bei der jeweiligen kulturellen Institution und deren Netzwerk. Europeana sammelt lediglich die Kontextinformationen (Metadaten) der verfügbaren Objekte, einschließlich kleiner Bilder. Nutzer können auf Europeana diese kontextuellen Informationen durchsuchen. Haben sie gefunden, wonach sie gesucht haben, ist über einen Link die Weiterleitung auf die Seite möglich, die das originale Objekt hält. Das erschlossene Material unterliegt keinem Urheberrecht, so dass es für wissenschaftliche oder Bildungszwecke frei genutzt werden kann.
Da sich die Digitalisierungs- und Katalogisierungsprinzipien der europäischen Staaten und innerhalb eines Landes dann möglicherweise auch noch die der angeschlossenen kulturellen Institutionen (Bibliotheken, Museen, Archive und audiovisuelle Kollektionen) unterscheiden, werden die Inhalte einheitlich nach dem Europeana Semantic Elements Standard erfasst, um sie durchsuchbar zu machen. Dieser Metadaten-Standard stellt einen kleinsten gemeinsamen Nenner für die Integration der verschiedenen Typen digitalen Inhalts dar. Durch die geplante Einführung eines reichhaltigeren Metadaten-Standards – des Europeana Data Model – sollen den Nutzern bessere Suchmöglichkeiten bereitgestellt werden.

## Strategie
Im Strategischen Plan 2011–2015 vom Januar 2011 wurden vier Entwicklungsziele formuliert:
- Sammeln (aggregate) – einen vertrauenswürdigen und öffentlichen Zugang zur Vielfalt des europäischen wissenschaftlichen und kulturellen Erbes aufbauen
- Unterstützen (facilitate) – die Erschließung und den Erhalt des europäischen wissenschaftlichen und kulturellen Erbes durch Wissenstransfer, Innovation und Interessenvertretung unterstützen
- Verbreiten (distribute) – das europäische Kulturerbe für die Nutzer jederzeit und unabhängig vom Standort verfügbar machen
- Beteiligen (engage) – neue Wege entwickeln, um den Nutzern einen besseren Zugang zum kulturellen und wissenschaftlichen Erbe Europas zu ermöglichen

## Organisation

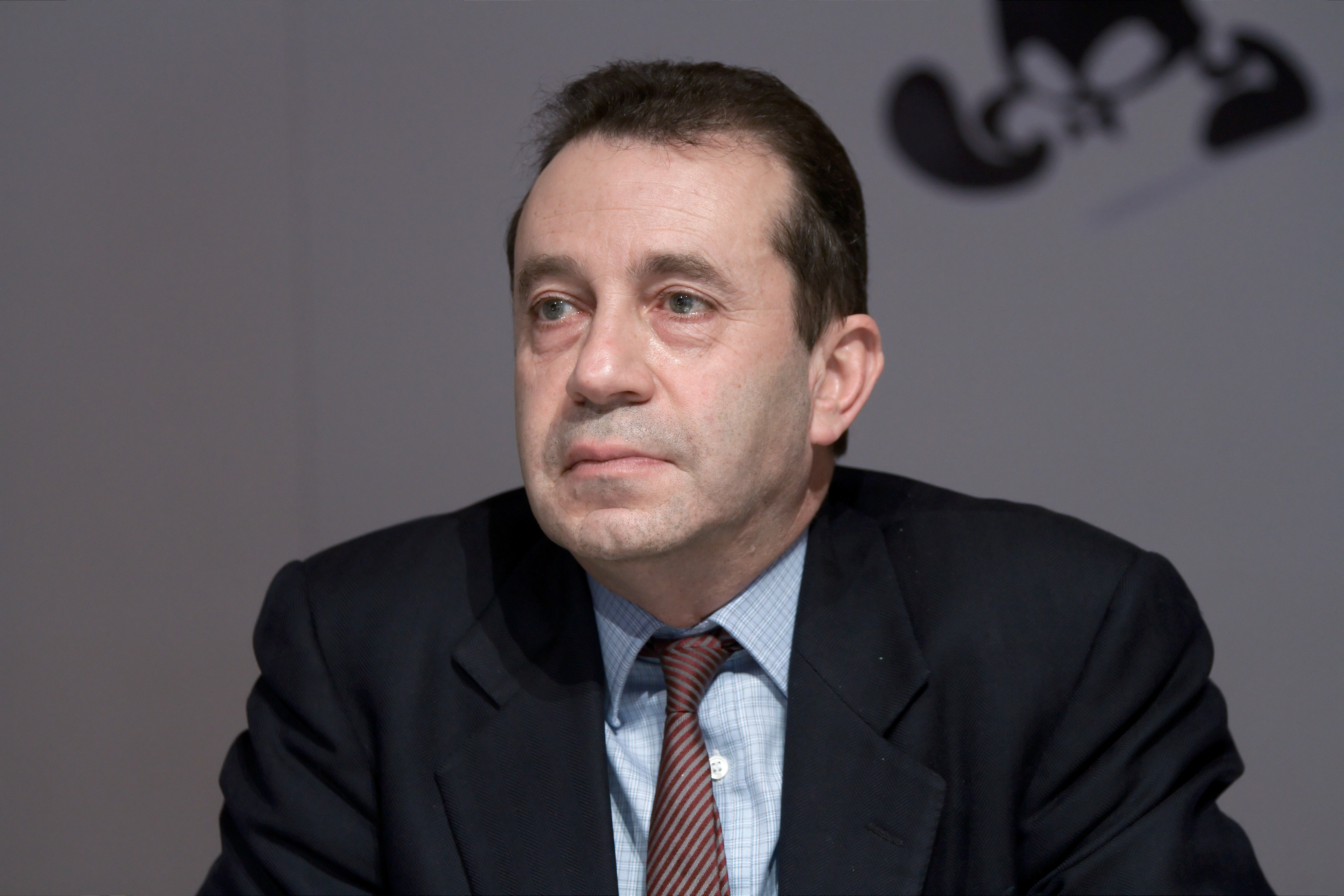
Bruno Racine auf dem Salon du livre de Paris März 2010

Die Europeana Foundation ist das Verwaltungsorgan des Europeana Services. Mitglieder sind die Präsidenten und Vorsitzenden europäischer Vereine für Information und Kulturerbe. Vorstandsvorsitzende war von 2007 bis 2011 Elisabeth Niggemann. Im November 2011 wurde Bruno Racine, der Direktor der Französischen Nationalbibliothek zu ihrem Nachfolger gewählt.
Die Stiftung ist unter niederländischem Gesetz als Stichting Europeana eingetragen und befindet sich in der Koninklijke Bibliotheek, der Nationalbibliothek der Niederlande. Sie bietet den rechtlichen Rahmen für die Führung von Europeana, die Beschäftigung des Personals, die Anfrage nach Finanzierungsmitteln und die Zukunftsfähigkeit des Services. Die geschäftsführende Direktorin war von der Gründung bis 2018 Jill Cousins. Seit 2018 hat Harry Verwayen diese Rolle inne.

## Projekte
Eine Anzahl von Projekten – die Europeana Group – tragen dazu bei, technische Lösungen zu finden und Europeana um weitere Inhalte zu erweitern. Diese Projekte werden von verschiedenen kulturellen Institutionen durchgeführt und sind teilfinanziert durch das eContentplus-Programm der Europäischen Kommission und das Communications Technologies Policy Support Programme (ICT PSP).
Europeana Gruppenprojekte (Auswahl):
- APEnet/APEx (Archivportal Europa): Ziel des Projekts APEnet war es, ein Internetportal für europäische Archive aufzubauen, das im Anschlussprojekt APEx weiter ausgebaut worden ist[17]
- ATHENA:, AthenaPlus waren sog. Aggregationsprojekte die Museumsinhalte sammelten und Standards für Museumsdigitalisierung und Metadaten, aufbauend auf dem MINERVA-Projekt der Europäischen Kommission[18] unterstützen. Diese Projekte waren die Grundlage für die Bildung des [Michael-Consortiums http://www.michael-culture.eu/], das den Fachaggregator für Museen in der Europeana bildet.
- Biodiversity Heritage Library (BHL-Europe): Projekt von 28 europäischen Naturkundemuseen, Botanischen Gärten und anderen Partnerinstitutionen zur Digitalisierung von Literatur zum Thema Artenvielfalt/Biodiversität[19]
- CARARE: sammelt und erschließt archäologisches und architektonisches europäisches Kulturerbe[20]  Laufzeit des Projektes 1. Februar 2010 bis 31. Januar 2013
- DCA: digitalisiert und erschließt zeitgenössische Kunstwerke aus 12 europäischen Ländern[21]
- ECLAP: Aufbau einer digitalen Bibliothek über darstellende Künste in Europa[22]
- EFG: erschließt Fotos, Plakate, Set-Zeichnungen, Wochenschauen, Spiel- und Kurzfilme sowie Textdokumente wie Filmprogramme und Zensurkarten aus 22 Institutionen – darunter 16 europäische Filmarchive und Kinematheken[23]
- Europeana Archaeology: verbessert die Sichtbarkeit und Auffindbarkeit vorhandener archäologischer und architektonischer Objekte in Europeana und erhöht die Menge an hochwertigen digitalen Inhalten.[24]  Laufzeit des Projektes 1. Februar 2019 bis 31. Juli 2020
- Europeana Collections 1914-1918: Eine Gruppe aus 12 Partnereinrichtungen, überwiegend Nationalbibliotheken, hat mehr als 400.000 Objekte aus dem Zeitraum des Ersten Weltkriegs digitalisiert[25]
- Europeana Libraries: Projekt der European Library, das über 5 Millionen Objekte von 19 europäischen Universitäts- und Forschungsbibliotheken erschließt[26]
- Europeana Local: Projekt zur Unterstützung lokaler und regionaler Bibliotheken, Museen, Archive und Audio-visueller Archive bei der digitalen Erschließung ihrer Bestände (Laufzeit 1. Juni 2008 bis 31. Mai 2011)[27]
- Europeana Newspapers: Projekt, bei dem über 18 Millionen Zeitungs- und Zeitschriftenseiten verfügbar gemacht werden sollen
- Europeana Regia: Digitalisierung von 874 besonders kostbaren Handschriften aus dem Mittelalter und der Renaissance (Laufzeit Januar 2010 bis Juni 2012)[28]
- EURO-Photo: soll historische Fotografien aus den Archiven von 10 führenden europäischen Nachrichtenagenturen digital erschließen[29]
- EUscreen: erschließt Fernsehaufzeichnungen aus 18 europäischen audiovisuellen Archiven[30]
- Europeana Travel: hat europäisches Archivmaterial rund um Reisen, Handel, Tourismus und Migration digital erschlossen (Laufzeit: Mai 2009 bis April 2011)[31][32]
- HOPE: erschließt mehr als 880.000 digitalisierte Objekte zur europäischen Sozialgeschichte und der Geschichte der europäischen Arbeiterbewegung vom Ende des 18. Jahrhunderts bis in die Gegenwart[33]
- JUDAICA Europeana: erschließt und digitalisiert jüdische Beiträge zum europäischen Kulturgut[34]
- MIMO: digitalisierte und erschloss die Sammlungen von 6 der bedeutendsten europäischen Musikinstrumenten-Museen (Laufzeit: September 2009 bis September 2011)[35]
- Natural Europe: erschließt die digitalen Sammlungen von Naturkundemuseen[36]
- thinkMOTION: erschließt die Bestände der Digitale Mechanismen- und Getriebebibliothek[37]

## Finanzierung
Europeana und die Projekte fügen Europeana.eu Inhalte bei, die durch das eContentplus Programm der Europäischen Kommission, das Information and Communications Technologies Policy Support Programme (ICT PSP) und ähnliche Programme finanziert werden. Um an vielen und unterschiedlichen Projekten teilnehmen zu können, ist Europeana jedoch auch auf weitere Finanzierungsmöglichkeiten seitens der Kulturministerien der Mitgliedsstaaten angewiesen, da durch die Europäische Kommission 50–100 % der Kosten gedeckt werden.